# Адолф Сакс
Антоа̀н Жозѐф Адо̀лф Сакс (на френски: Antoine Joseph Adolphe Sax) е белгийски майстор на музикални инструменти, изобретил саксофона.
Адолф Сакс е роден през 1814 в Динан, днес в Белгия, в семейството на Шарл-Жозеф Сакс, също майстор на музикални инструменти. Адолф започва да прави инструменти от ранна възраст, като по-късно изучава флейта и кларинет в Кралското училище по пеене в Брюксел. След като напуска училище, той започва да експериментира с нови видове инструменти. Първото му важно изобретение е подобрение на бас кларинета, което патентова през 1834.
През 1841 Сакс се премества за постоянно в Париж и започва да работи върху нова серия инструменти, които демонстрира през 1844. Те получават името саксхорни и се използват широко и днес. През 1845 изобретява не толкова успешните сакстромби, медни инструменти с по-тесен отвор от саксхорните.
Още около 1840 Сакс изобретява кларинет-бурдон, неуспешен предшественик на контрабас кларинета. По същото време той разработва и инструмента, с който е най-известен - саксофона, патентован през 1846. С времето саксофонът придобива известност и през 1867 Адолф Сакс получава преподавателско място в Парижката консерватория. Той продължава да прави нови инструменти до края на живота си.